# يوكي فوجي
يوكي فوجي (باليابانية: 冨士 祐樹) (7 مايو 1981 في فوجيمي في اليابان – )؛ هو لاعب كرة قدم ياباني سابق كان يلعب كمدافع.

## وصلات خارجية
- يوكي فوجي على موقع رابطة كرة القدم اليابانية للمحترفين (اليابانية)
- يوكي فوجي على موقع قاعدة بيانات كرة القدم.إي يو (الإنجليزية)
- يوكي فوجي على موقع Soccerway.com (الإنجليزية)
- يوكي فوجي على موقع عالم كرة القدم.نت (الإنجليزية)